# ببجي: نيو ستيت
ببجي: نيو ستيت (بالإنجليزية: PUBG: New State)‏ هي لُعبة فيديو حركيَّة من نوع الباتل رويال، صدرت للهواتف الذكيَّة في 11 نُوفمبر 2021 لنظام تشغيل للأندرويد والآي أو إس. اللُّعبة من تطوير إستوديوهات ببجي، ونشر شركة كرافتون، وهي الجُزء الثاني من ألعاب ببجي للهواتف الذكيَّة بعد ببجي موبايل.

## أُسلوب اللعب
تتشابه لعبة ببجي: نيو ستيت بسابقتها ببجي موبايل من حيث أُسلوب اللعب، فيتم إنزال 100 لأعب (بعضهم من الشخصيَّة الغير قابلة للَّعب «بوتات») إلى جزيرة تسمي «تروي» مساحتها 8كم⨯8كم، ليجمعون الأسلحة، والإمدادات، ويُقاتلون بعضهم البعص، ويُحاولون البقاء على قيد الحياة لأطول فترة مُمكنة؛ لِأَنَّ آخر شخص على قيد الحياة هو الفائز بالمباراة. تقع أحداث اللُّعبة بِشكل عام في المُستقبل بِسنة 2051، حيث المباني والمَركبات المستقبلية، والأسلحة والمُعدَّات المُتطوِّرة. وتتميَّز هذه النسخة بِالعديد من الإضافات الجديد مثل: قدرة اللاعبين على ستدعاء طائرات بِدُون طيّار من أماكن مُعيَّنة في الخريطة، لتجلب لهم الإمدادات مُقابل نُقود تُسمي «أرصدة الطائرة الآلية»، يجدونها اللاعبين في المنازل عند البحث، ووضع دُروع قابلة للإنتشار في قلب المعركة، لتحميهم من ضرر الأعداء، والقُدرة على إرجاع أحد أعضاء الفريق بعد قتله، باستخدام «مسدس الإشارة الأخضر»، ويستطيع اللاعبين تقديم طلب للاعب من الخُصوم بعد إسقاطه لِينضم إليهم.